# Colegio de Profesores de Santa Lucía
El Colegio de Profesores de Santa Lucía (en inglés: Saint Lucia Teachers College) era una institución educativa fundada en 1963 en San Souci y posteriormente trasladada a Morne Fortune en 1968. En 1985 se unió a otras dos instituciones técnicas y vocacionales para formar el Colegio Comunitario Sir Arthur Lewis de la ciudad de Castries, Santa Lucía.
Entre sus graduados más destacados sobresalen Pearlette Louisy, gobernadora General de Santa Lucía y Kenneth Anthony, primer ministro de la isla.